# Unehrenhafte Entlassung
Eine unehrenhafte Entlassung ist die Ausstoßung eines Soldaten aus der Armee unter Aberkennung aller militärischen Ehren. Eine Auszahlung von Ehrensold ist damit ebenfalls ausgeschlossen. Dieser Begriff ist vor allem im amerikanischen Raum verbreitet. In der deutschen Bundeswehr wird er hingegen nicht verwendet.

## Ursachen

### Deutschland
In der Bundeswehr gibt es keine unehrenhafte Entlassung. Es existiert nur die Beendigung des Dienstverhältnisses unter Verlust aller Dienst- und Sachbezüge. Die Beendigungsgründe des Dienstverhältnisses eines Soldaten sind in Deutschland im Soldatengesetz (SG) geregelt. Die entsprechenden Vorschriften finden sich für Berufssoldaten in § 43 ff. SG und für Soldaten auf Zeit in § 54 ff. SG. Beendigungsgründe bei schweren Vergehen oder Straftaten sind insbesondere die Entlassung, der Verlust der Rechtsstellung eines Soldaten oder Entfernung aus dem Dienstverhältnis durch Urteil in einem gerichtlichen Disziplinarverfahren.
Die Gründe für eine Entlassung eines Soldaten liegen oftmals im Vorfeld des Dienstantritts (vgl. § 46 und § 55 SG). Bei der Verurteilung wegen einer Straftat nach Antritt seines Dienstes spricht man von einem Verlust der Rechtsstellung als Soldat.
Die Gründe für eine Entlassung und Rechtsstellungsverlust werden in § 48 SG genannt. Entlassen wird bzw. die Rechtsstellung als Soldat verliert also, wer durch ein deutsches Gericht wegen einer vorsätzlich begangenen Straftat zu einer Freiheitsstrafe von mindestens einem Jahr verurteilt worden ist. Darüber hinaus kann auch einer der weiteren in § 38 SG aufgezählten Gründe zum Verlust der Rechtsstellung als Soldat oder zur Entlassung führen. Insbesondere sind das Verurteilungen wegen Friedensverrat, Hochverrat, Gefährdung des demokratischen Rechtsstaates oder Landesverrat und Gefährdung der äußeren Sicherheit.
Bis 2000 wurden auch Soldaten aufgrund ihrer Homosexualität entlassen. Diese Praxis wurde erst nach einer Verfassungsbeschwerde durch den Verteidigungsminister Rudolf Scharping gegen den Willen der militärischen Führung geändert.
Folge des Verlustes der Rechtsstellung eines Soldaten ist der Verlust seiner Ansprüche auf Dienstbezüge und Versorgung, mit Ausnahme der Beschädigtenversorgung, die ihm nach dem Soldatenversorgungsgesetz zusteht. Eine „Entlassung“ unter Verlust aller Dienst- und Sachbezüge kann also insbesondere die Folge folgender Vergehen und Verbrechen sein:
- Drogenkonsum (auch einmaliger), Drogenbesitz, Drogenhandel
- Hören oder Besitzen von rechtsradikalem, volksverhetzendem oder menschenunwürdigem Liedgut

### USA
In den USA kann die unehrenhafte Entlassung (englisch dishonorable discharge) die Folge nachstehender Vergehen sein:
- Befehlsverweigerung
- Begehen einer Straftat innerhalb der USA (allerdings keine Bagatelldelikte)
- Begehen einer Straftat im Ausland, welche nach US-amerikanischem Recht mit mindestens zwei Jahren Gefängnis geahndet würde
- Volltrunkenheit im Wiederholungsfall

Zu einer unehrenhaften Entlassung in den USA führt beispielsweise eine Verurteilung wegen folgender Straftatbestände:
- Mord (Murder)
- Betrug (Fraud)
- Fahnenflucht (Desertion)
- Treason (entspricht etwa Landesverrat)
- Espionage (Spionage)
- Sexual assault (sexueller Übergriff oder sexuelle Nötigung)

## Folgen

### Deutschland
- Verbot des Tragens von Uniformen und Waffen
- Aberkennung der Ränge und Abzeichen, Degradierung
- Versagens der Pensionsansprüche im Alter
- Eventuell Erhalten von Vorstrafen
- Betretungsverbot von Kasernen

### USA
In den USA ist eine indirekte Folge die gesellschaftliche Ächtung des Betroffenen. So muss in den meisten Bundesstaaten eine unehrenhafte Entlassung aus dem Militärdienst im Lebenslauf ausgewiesen werden oder ein Bewerber muss bei einem Bewerbungsgespräch explizit darauf hinweisen. Eine Vielzahl von Unternehmen betrachtet eine unehrenhafte Entlassung als ein absolutes Ausschlusskriterium bei der Besetzung einer Stelle – was für eine Haftstrafe eines Bewerbers nicht unbedingt gilt. Jeglicher Dienst am Staat (Polizei, Behörden) ist nicht mehr möglich. Die Erfahrung zeigt, dass es für die betroffene Person nahezu unmöglich ist, in der Gesellschaft wieder Fuß zu fassen.
Nach US-Bundesrecht darf an unehrenhaft Entlassene keine Schusswaffe und keine Munition veräußert werden.

## Beispiele
- Charles Graner, ein Reservist der US-Army, wurde aufgrund erwiesener Folter im irakischen Abu-Ghuraib-Gefängnis degradiert und vor ein US-amerikanisches Militärgericht gestellt, das ihn zu einer zehnjährigen Freiheitsstrafe verurteilte. Danach wurde er, wie in solchen Fällen üblich, unehrenhaft aus der Armee entlassen.
- Charles Robert Jenkins, ein US-Soldat, desertierte 1965 nach Nordkorea und stellte sich 2004 der US-Armee. Er wurde wegen Fahnenflucht und Feindbegünstigung verurteilt und nach Verbüßung einer Arreststrafe unehrenhaft entlassen.
- Nach der Meuterei auf der sowjetischen Fregatte Storoschewoi wurden sämtliche Besatzungsmitglieder mit Ausnahme des Anführers Waleri Sablin unehrenhaft entlassen. Letzterer wurde zum Tode verurteilt und 1976 hingerichtet.[6]

## Rezeption
Im Film Eine Frage der Ehre von Rob Reiner aus dem Jahr 1992 werden am Ende eines Prozesses wegen des fiktiven Tatbestands „Unwürdiges Verhalten als US Marine“ zwei Marines unehrenhaft aus dem Marine Corps entlassen.